# Nymphidium chimborazium
Nymphidium chimborazium is een vlindersoort uit de familie van de prachtvlinders (Riodinidae), onderfamilie Riodininae.
Nymphidium chimborazium werd in 1868 beschreven door H. Bates.